# Mauia
Mauia (oder Mavia; arabisch Mu′āwiyah oder Māwiya) war eine spätantike arabische (sarazenische) Herrscherin im späten 4. Jahrhundert.
Die antiken Kirchenhistoriker Rufinus von Aquileia, Sokrates Scholastikos, Sozomenos, Theodoret und Theodoros Anagnostes berichten von ihr im Rahmen eines Konfliktes zwischen arabischen Stämmen und dem Römischen Reich unter dessen östlichem Kaiser Valens. Demnach hätte Mauia nach dem Tod ihres Mannes die Herrschaft über die Sarazenen übernommen. Ihre Truppen hätten dann römische Städte und Ortschaften am Limes Arabicus und in Phönizien und Palaestina verheert. Auch der hinzugerufene magister militum per Orientem Iulius habe Mauias Truppen nicht schwächen können, sondern sei sogar zurückgedrängt und nur knapp durch den dux der Provinzen Phönizien und Palaestina gerettet worden, der ihn zuerst zu Hilfe gerufen hatte. Die Römer mussten sich auf Verhandlungen und Zugeständnisse einlassen, da sie gleichzeitig durch den Gotenkrieg auf dem Balkan bedroht wurden. Mauias Tochter wurde an Victor verheiratet, den magister militum praesentalis, einem der wichtigsten Generale des Reiches.
Eine weitere Bedingung für einen Friedensschluss mit Rom unter dem arianisch gesinnten Kaiser Valens sei gewesen, dass ein gewisser Moses, Eremit im Einflussgebiet Mauias, zum Bischof geweiht werde. Dieser habe sich als standhafter Vertreter der Orthodoxie jedoch geweigert, die Weihe durch Lukios (Lucius), den arianischen Bischof Alexandrias, vornehmen zu lassen, und schließlich die Weihung durch einen orthodoxen Bischof erreicht. Diese als Unterredung Moses mit Lukios wiedergegebene Unterhaltung verrät das theologische Interesse der Kirchenhistoriker und weckt grundsätzliche Zweifel an ihrer Darstellung des Geschehens. Diese Zweifel werden zusätzlich dadurch genährt, dass zeitgenössische Profanhistoriker wie Ammianus Marcellinus nicht von den Geschehnissen berichten.
Die Historizität Mauias bleibt davon unberührt. Ihr Aufstand soll sich nach modernen Rekonstruktionen zwischen März und Juli 378 abgespielt haben, nachdem Kaiser Valens von Antiochia am Orontes nach Konstantinopel aufgebrochen war, wo im August 378 bereits wieder sarazenische Truppen bei der Verteidigung Konstantinopels gegen die Goten bezeugt sind. Nach dieser Episode taucht sie in den Quellen nicht mehr auf. Der Kirchenhistoriker Theodoros Anagnostes gibt an, Mauia sei nicht Königin aller Sarazenen, sondern eines bestimmten Stammes (phyle) gewesen. Dies hält die moderne Forschung für zutreffend, da damals keine einheitliche politische Organisation der arabischen Stämme existierte, und hält Mauia für die Führerin eines bestimmten Clans oder einer Clanföderation. Der Konflikt mit den Römern könnte darauf zurückgehen, dass die foedera (Verträge), die Mauias Mann mit Rom geschlossen hatte, mit dessen Tod formal erloschen. Mauia könnte versucht haben, durch militärischen Druck bessere Bedingungen für ein neues foedus zu erreichen. Dabei scheint es sich allerdings nicht um einen so großen Konflikt gehandelt zu haben, wie die Kirchenhistoriker vermuten lassen.
Alle Berichte über Mauia beruhen offenbar auf einer gemeinsamen Quelle, die mit der verlorenen Kirchengeschichte des Gelasius von Caesarea identifiziert wurde.